# 29 августа
29 августа — 241-й день года (242-й в високосные годы) по григорианскому календарю.
До конца года остаётся 124 дня.
До 15 октября 1582 года — 29 августа по юлианскому календарю, с 15 октября 1582 года — 29 августа по григорианскому календарю.
В XX и XXI веках соответствует 16 августа по юлианскому календарю.

## Праздники и памятные дни
См. также: Категория:Праздники 29 августа

### Международные
- ООН — Международный день действий против ядерных испытаний[2].

### Национальные
- Словакия — годовщина Словацкого национального восстания (1944).
- Украина — День памяти погибших защитников Украины.

### Религиозные
Православие
- Попразднство Успения Пресвятой Богородицы;
- Перенесение из Едессы в Константинополь Нерукотворенного Образа (Убруса) Господа Иисуса Христа (944);
- память мученика Диомида врача (298);
- память мучеников 33-х Палестинских;
- память преподобного Херимона Египетского (IV в.)[5];
- память священномученика Александра Соколова, пресвитера, преподобномученицы Анны (Ежовой), монахини, мученика Иакова Гортинского (1937);
- память мученика великого князя Константина Брынковяну (1714)[6];
- празднования в честь икон Божией Матери:
  - Феодоровская (1239);
  - «Торжество Пресвятой Богородицы» (Порт-Артурская) (1904).

### Профессиональные
- Россия — Традиционный день встречи ветеранов и действующих сотрудников подразделений специального назначения Российской Федерации. Внимание! Не путать с Днём подразделений специального назначения внутренних войск МВД России[7].

### Именины

#### Католические
- Католические: Сабина, Иоанн.

#### Православные
Дата дана по новому стилю:
Мужские
- Александр — священномученик Александр (Соколов);
- Алкивиад — мученик Алкивиад;
- Герасим — преподобный Герасим Новый, Кефалонский;
- Диомид — мученик Диомид Тарсянин, Никейский;
- Еглон — преподобный Еглон;
- Иаков (Яков) — мученик Иаков (Гортинский);
- Иоаким — преподобный Иоаким Осоговский;
- Лаврентий — великомученик Лаврентий Константинопольский;
- Мемсамбий — мученик Мемсамбий;
- Никодим — преподобномученик Никодим Метеорский;
- Нил — преподобный Нил Ерикусийский;
- Стаматий — мученик Стаматий;
- Херимон — преподобный Херимон Египетский.

Женские
- Анна — преподобномученица Анна (Ежова).

## События
См. также: Категория:События 29 августа

### До XIX века
- 1350 — англичане разбивают испанский флот в битве при Винчелси.
- 1526 — турки-османы разбили объединённую европейскую армию в битве при Мохаче, итогом чего стало покорение Венгрии.
- 1622 — кровопролитное сражение при Флёрюсе.
- 1623 — протестанты разбиты в битве при Штадтлоне.
- 1698 — Пётр Великий предписал подданным брить бороды и носить европейскую одежду.
- 1703 — указ Петра I, в соответствии с которым 1 сентября на берегу Онежского озера начато строительство железоделательного завода, давшего впоследствии начало городу Петрозаводску.
- 1756 — король Пруссии Фридрих II с шестидесятитысячной армией вторгся в Саксонию, положив начало Семилетней войне 1756—1763 гг.
- 1758 — в Нью-Джерси создана первая индейская резервация.
- 1782 — британский линейный корабль «Ройал Джордж» затонул на рейде Портсмута. Из 1200 человек на борту погибло более восьмисот.
- 1786 — началось восстание Шейса в Массачусетсе.
- 1793 — в Санто-Доминго отменено рабство.

### XIX век
- 1827 — состоялась Ошаканская битва.
- 1831
  - Майкл Фарадей успешно применил первый электрический трансформатор
  - В ходе Польского восстания произошла битва под Мендзыжецем-Подляским[9].
- 1842 — Нанкинским договором между Великобританией и Китаем окончилась Первая Опиумная война. По договору Китай уступил Великобритании Гонконг и открыл для её судов пять портов, а также выплатил военную контрибуцию в размере 15 000 000 лянов серебра.
- 1862 — начало двухдневной битвы у Ричмонда, разгром войск Союза.
- 1863 — русские разбили польских повстанцев в ходе сражения под Крушиной.
- 1870 — 15-летний Артюр Рембо оставил родительский дом и из Шарлевиля отправился в Париж.
- 1882 — Австралия впервые победила Англию в игре в крикет; «Sporting Times» публикует «некролог английскому крикету».
- 1883 — в Оттаве канадский изобретатель и бизнесмен Томас Ахерн продемонстрировал первую электроплиту.
- 1885 — немецкий инженер Готтлиб Даймлер получил патент на первый мотоцикл[10].
- 1897 — в Базеле, на I Всемирном сионистском конгрессе, проходившем с 29 по 31 августа, по инициативе Теодора Герцля, была создана Всемирная сионистская организация, принявшая звезду Давида официальной эмблемой.
- 1898
  - В Огайо основана компания «Goodyear».
  - Торжественная церемония закладки здания Музея изящных искусств имени императора Александра III (ГМИИ имени Пушкина) в Москве.

### XX век
- 1904 — III Олимпийские игры открылись в Сент-Луисе, штат Миссури.
- 1910 — вступил в силу Договор о присоединении Кореи к Японии, Корея стала японской колонией.
- 1912 — на побережье Южно-Китайского моря обрушился один из самых смертоносных тайфунов в истории[11].
- 1919 — в провинции Остров Принца Эдуарда (Канада) отменён запрет на автомобили.
- 1926 — в Непале отменено рабство.
- 1929 — Немецкий дирижабль «Граф Цеппелин» завершил первое кругосветное путешествие.
- 1932 — через Сурамский перевал (Грузия) прошёл первый электропоезд.
- 1938 — в СССР введено заочное обучение в ВУЗах.
- 1939
  - Вышел первый номер «Военно-исторического журнала».
  - Постановление Политбюро ЦК ВКП(б) «О мобилизации 4000 коммунистов на политработу в РККА».
- 1944 — началось Словацкое национальное восстание против нацистских властей.
- 1945 — коммунистическое правительство Вьетнама призвало создать в каждом населённом пункте комитеты по выявлению предателей.
- 1946 — в ООН приняты Швеция, Афганистан и Исландия.
- 1949
  - Испытание на Семипалатинском полигоне первой атомной бомбы в СССР — РДС-1.
  - Югославия обратилась к США за финансовой помощью для ликвидации последствий советской экономической блокады.
- 1952 — премьера пьесы Кейджа 4′33″, Вудсток.
- 1957 — в СССР сформированы пять отдельных батальонов специального назначения (Спецназ), подчинявшихся командующим военных округов и групп войск.
- 1958 — Академия ВВС США открылась в Колорадо-Спрингс.
- 1964 — реабилитированы немцы Поволжья.
- 1966 — «The Beatles» дали свой последний концерт в парке Кендлстик в Сан-Франциско. Завершили они его песней Литтла Ричарда «Long Tall Sally».
- 1970 — на экраны вышел фильм Сергея Параджанова «Цвет граната».
- 1975 — в земном небе появилась сверхновая звезда в созвездии Лебедя.
- 1979 — катастрофа Ту-124 под Кирсановом. Погибли все 63 человека на борту.
- 1982 — учёные из Дармштадта (Западная Германия) сообщили об открытии 109-го элемента периодической системы Менделеева — мейтнерия.
- 1991
  - Верховный Совет Азербайджана принял декларацию «О восстановлении государственной независимости Азербайджанской Республики».
  - Выступая по «Радио Россия» президент РСФСР Борис Ельцин заявил, что «идея Союза себя не исчерпала» и что «нас не должно пугать объявление рядом республик своей независимости».
  - Закрыт Семипалатинский ядерный полигон в Казахстане.
- 1996 — катастрофа Ту-154 на Шпицбергене, 141 погибший.
- 1997 — в Мичигане из-за неэкономичности закрыта АЭС Биг Рок Пойнт, хронологически пятая в США.
- 1999 — в Донецке открыт прижизненный памятник шестикратному чемпиону мира по прыжкам с шестом Сергею Бубке.

### XXI век
- 2001 — в Брисбене начались последние Игры доброй воли.
- 2005 — ураган Катрина достиг 205 км/ч и прорвал дамбы Нового Орлеана.
- 2009 — во всём мире прошла волна многочисленных флешмобов памяти Майкла Джексона (в его день рождения).

## Родились
См. также: Категория:Родившиеся 29 августа

### До XIX века
- 1632 — Джон Локк (ум. 1704), английский философ-просветитель, автор эмпирической теории познания.
- 1724 — Джамбаттиста Касти (ум. 1803), итальянский поэт, член академии Аркадия.
- 1780 — Жан Огюст Доминик Энгр (ум. 1867), французский художник.

### XIX век
- 1805 — Уильям Браунлоу (ум. 1877), американский политик, губернатор штата Теннесси.
- 1826 — Александр Бейдеман (ум. 1869), русский живописец, график и мемуарист.
- 1851 — Андрей Желябов (казнён в 1881), русский революционер-народник, один из организаторов убийства императора Александра II.
- 1862 — Морис Метерлинк (ум. 1949), бельгийский писатель, драматург, лауреат Нобелевской премии (1911).
- 1868 — Михаил Покровский (ум. 1932), советский историк-марксист, общественный и политический деятель.
- 1876 — Чарльз Кеттеринг (ум. 1958), американский инженер, изобретатель и предприниматель.
- 1881 — Альберт Хендерсон (ум. 1947), канадский футболист, олимпийский чемпион (1904).
- 1891 — Михаил Чехов (ум. 1955), русский и американский актёр и режиссёр, племянник А. П. Чехова.
- 1898 — Престон Стёрджес (ум. 1959), американский кинорежиссёр, сценарист и драматург, лауреат премии «Оскар».

### XX век
- 1903 — Андрей Файт (ум. 1976), советский актёр театра и кино.
- 1904 — Вернер Форсман (ум. 1979), немецкий хирург и уролог, один из авторов метода катетеризации сердца, лауреат Нобелевской премии (1956).
- 1905
  - Андрей Белозерский (ум. 1972), биохимик, вице-президент АН СССР, Герой Социалистического Труда.
  - Александр Ишков (ум. 1988), руководитель рыбной промышленности СССР.
- 1909 — Пётр Старостин (ум. 1993), советский футболист.
- 1915 — Ингрид Бергман (ум. 1982), шведская киноактриса, обладательница трёх «Оскаров».
- 1920 — Чарли Паркер (ум. 1955), американский джазовый музыкант (альт-саксофон), основатель стиля би-боп.
- 1921
  - Айрис Апфель (ум. 2024), американская предпринимательница, дизайнер интерьеров, модельер и актриса.
  - Пэдди Рой Бейтс (ум. 2012), британский подданный, глава и создатель виртуального государства Силенд.
- 1923 — лорд Ричард Аттенборо (ум. 2014), английский актёр, режиссёр, обладатель «Оскара».
- 1926 — Геннадий Швейкин (ум. 2019), советский и российский учёный-химик и общественный деятель, академик АН СССР и РАН.
- 1928 — Дзидра Ритенберга (ум. 2003), советская и латвийская актриса, жена Евгения Урбанского.
- 1935 — Уильям Фридкин, американский кинорежиссёр, обладатель премий «Оскар», «Золотой глобус».
- 1936 — Джон Маккейн (ум. 2018), американский политик, сенатор.
- 1938
  - Владимир Бибихин (ум. 2004), советский и российский переводчик, филолог и философ.
  - Эллиотт Гулд (наст. фамилия Голдштейн), американский актёр.
- 1939
  - Джулиус Чэнь (ум. 2025), политический и государственный деятель Папуа — Новой Гвинеи. Трижды занимал пост премьер-министра страны (1980—1982, 1994—1997, 1997).
  - Джоэл Шумахер (ум. 2020), американский кинорежиссёр, сценарист, продюсер.
- 1943 — Виктор Журавлёв, российский учёный-механик, академик РАН.
- 1945 — Вайомия Тайес, американская легкоатлетка, трёхкратная олимпийская чемпионка.
- 1946 — Боб Бимон, американский легкоатлет (прыжки в длину), олимпийский чемпион (1968), автор «прыжка в XXI век».
- 1947 — Джеймс Хант (ум. 1993), британский автогонщик, чемпион мира в классе «Формула-1» (1976).
- 1958
  - Майкл Джексон (ум. 2009), американский певец, танцор, композитор, «король поп-музыки».
  - Ольга Зарубина, русская советская певица и актриса.
- 1959 — Ребекка Де Морнэй, американская киноактриса.
- 1960 — Чингиз Мустафаев (погиб в 1992), азербайджанский журналист.
- 1963 — Элизабет Фрейзер, солистка группы Cocteau Twins.
- 1969 — Ермек Маржикпаев, казахстанский государственный деятель, аким Акмолинской области (2019—2023), министр туризма и спорта Казахстана (с 2023).
- 1971 — Карла Гуджино, американская актриса.
- 1972 — Ирина Лачина, российская актриса театра и кино.
- 1973 — Томас Тухель, немецкий футболист и футбольный тренер, главный тренер сборной Англии по футболу.
- 1977 — Картер Райкрофт, канадский кёрлингист.
- 1982
  - Марина Александрова, российская актриса кино и театра.
  - Карлос Дельфино, аргентинский баскетболист, олимпийский чемпион (2004).
- 1991 — Нестор Араухо, мексиканский футболист, олимпийский чемпион (2012).

## Скончались
См. также: Категория:Умершие 29 августа

### До XIX века
- 892 — Феодора Солунская (р. ок. 812), христианская святая.
- 1499 — Алессио Бальдовинетти (р. 1425), итальянский художник флорентийской школы.
- 1523 — Ульрих фон Гуттен (р. 1488), немецкий писатель, гуманист, идеолог рыцарства.
- 1780 — Жак-Жермен Суффло (р. 1713), французский архитектор.
- 1799 — Пий VI (р. 1717), Папа Римский (1775—1799).

### XIX век
- 1865 — Роберт Ремак (р. 1815), немецкий эмбриолог и невролог.
- 1868 — Кристиан Фридрих Шёнбейн (р. 1799), немецкий химик, открывший и давший имя озону.
- 1871 — Шарль Поль де Кок (р. 1793), французский писатель, драматург и поэт.
- 1877 — Бригам Янг (р. 1801), американский религиозный деятель, мормон.
- 1881 — Лауринас Ивинскис (р. 1810), литовский писатель.
- 1892 — Жюль-Жозеф Перро (р. 1810), французский танцовщик и балетмейстер.
- 1893 — Алексей Апухтин (р. 1840), русский поэт.
- 1900 — Бруно Абданк-Абаканович (р. 1852), польский и российский математик, инженер-электротехник, мостостроитель, изобретатель.

### XX век
- 1915 — Юлиус Пайер (р. 1841), австрийский исследователь Арктики.
- 1916 — Оскар Баклунд (р. 1846), шведский и российский астроном, в 1895—1916 гг. директор Пулковской обсерватории.
- 1922 — Жорж Сорель (р. 1847), французский социальный философ.
- 1933 — Георгий Конюс (р. 1862), российский и советский музыковед, композитор и педагог.
- 1935 — погибла Астрид Шведская (р. 1905), первая супруга короля Бельгии Леопольда III.
- 1938 — расстреляны:
  - Ян Берзиньш-Зиемелис (р. 1881), советский государственный и партийный деятель;
  - Бела Кун (р. 1886), венгерский и советский коммунист, журналист, политический деятель.
- 1939 — Василий Болотнов (р. 1865), русский художник.
- 1947 — Манолете (р. 1917), известный испанский матадор.
- 1959 — Алексей Быстров (р. 1899), русский палеонтолог, анатом и гистолог.
- 1961
  - Владимир Софроницкий (р. 1901), пианист.
  - Григорий Тютюнник (р. 1920), украинский писатель.
- 1969 — Лев Свердлин (р. 1901), актёр театра и кино, народный артист СССР.
- 1972 — Рене Лейбовиц (р. 1913), французский музыковед, композитор, дирижёр, педагог.
- 1974 — Александр Белышев (р. 1893), комиссар крейсера «Аврора», отдавший приказ о холостом залпе, послужившем сигналом к началу Октябрьской революции.
- 1975 — Имон де Валера (р. 1882), ирландский политик, автор ирландской Конституции, один из лидеров борьбы за независимость Ирландии.
- 1978 — Логин Большев (р. 1922), советский математик, профессор МГУ, член-корреспондент АН СССР.
- 1982 — Ингрид Бергман (р. 1915), шведская киноактриса, обладательница трёх «Оскаров».
- 1987 — Ли Марвин (р. 1924), американский киноактёр, обладатель «Оскара», «Золотого глобуса» и др. наград.
- 1990 — Мэнли Палмер Холл (р. 1901), канадско-американский писатель, лектор, философ-мистик, таролог, масон.
- 1992 — Пьер-Феликс Гуаттари (р. 1930), французский психиатр и философ.

### XXI век
- 2005 — Николай Бахвалов (р. 1934), советский и российский математик.
- 2012 — Сергей Овчинников (р. 1969), российский волейбольный тренер.
- 2016 — Джин Уайлдер (р. 1933), американский актёр, сценарист и кинорежиссёр.
- 2017 — Дмитрий Коган (р. 1978), российский скрипач, заслуженный артист Российской Федерации.
- 2019 — Александр Числов (р. 1964), советский и российский актёр.
- 2020 — Владимир Андреев (р. 1930), советский и российский актёр, театральный режиссёр, сценарист и педагог, народный артист СССР (1985).
- 2024
  - Джонни Годро (р. 1993), американский хоккеист, левый крайний нападающий клуба НХЛ «Коламбус Блю Джекетс».
  - Михаэла Пенеш (р. 1947), румынская легкоатлетка, олимпийская чемпионка (1964).

## Приметы
Третий Спас. Хлебный Спас. Ореховник.
- Третий Спас хлеба припас. Пекут пироги из нового хлеба[12].
- Третий Спас — на воде.
- Чистили к осени целебные источники, пили подземную водицу, обходили колодцы кругами, как бы замыкая тёплое времечко.
- На Третий Спас примечают отлёт птиц, особенно ласточек и журавлей.
- Считают, что ласточки отлетают в три Спаса.
- Если журавль отлетает к Третьему Спасу, то на Покров будет мороз (14 октября), а нет — зима позже.